# Échelle H0
Ne doit pas être confondu avec Échelle 00.

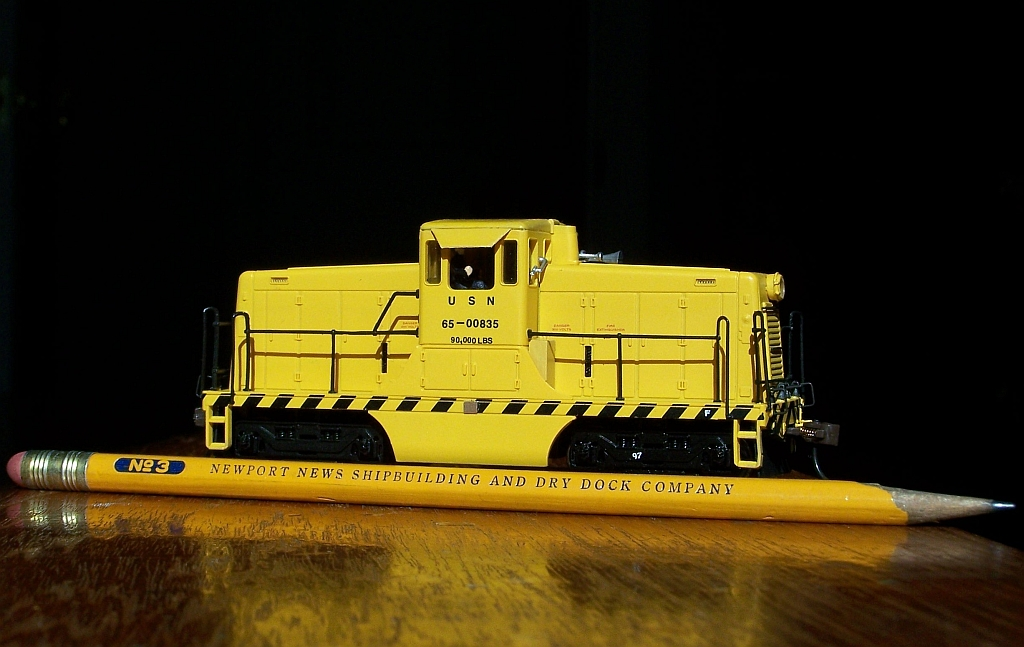
Locotracteur type GE 44 à l'échelle H0, posé près d'un crayon.

L'échelle H0 (ou échelle HO suivant les publications) ou 3.5 mm scale est l'échelle de réduction en modélisme ferroviaire correspondant au 1:87 en Europe et au 1:87,1 en Amérique du Nord. Il s'agit de l'échelle la plus utilisée dans le monde. Elle dérive de l'« échelle 0 » (écrite 0 pour dire zéro), puisqu'elle signifie Half-0 (demi-0).
La reproduction de la voie normale à l'échelle H0 est normalisée à un écartement réduit de 16,5 mm.

## Historique
Avant la Première Guerre mondiale apparaissent quelques essais de miniaturisation qui mélangent échelles et écartements (échelles proches du 1:80 sur écartement de 32 ou 28 mm), avec ou sans motorisations[réf. souhaitée].
Märklin (Allemagne) présente un en 1912 « chemin de fer » sur voie de 26 mm, sous l’appellation de 00[réf. souhaitée].

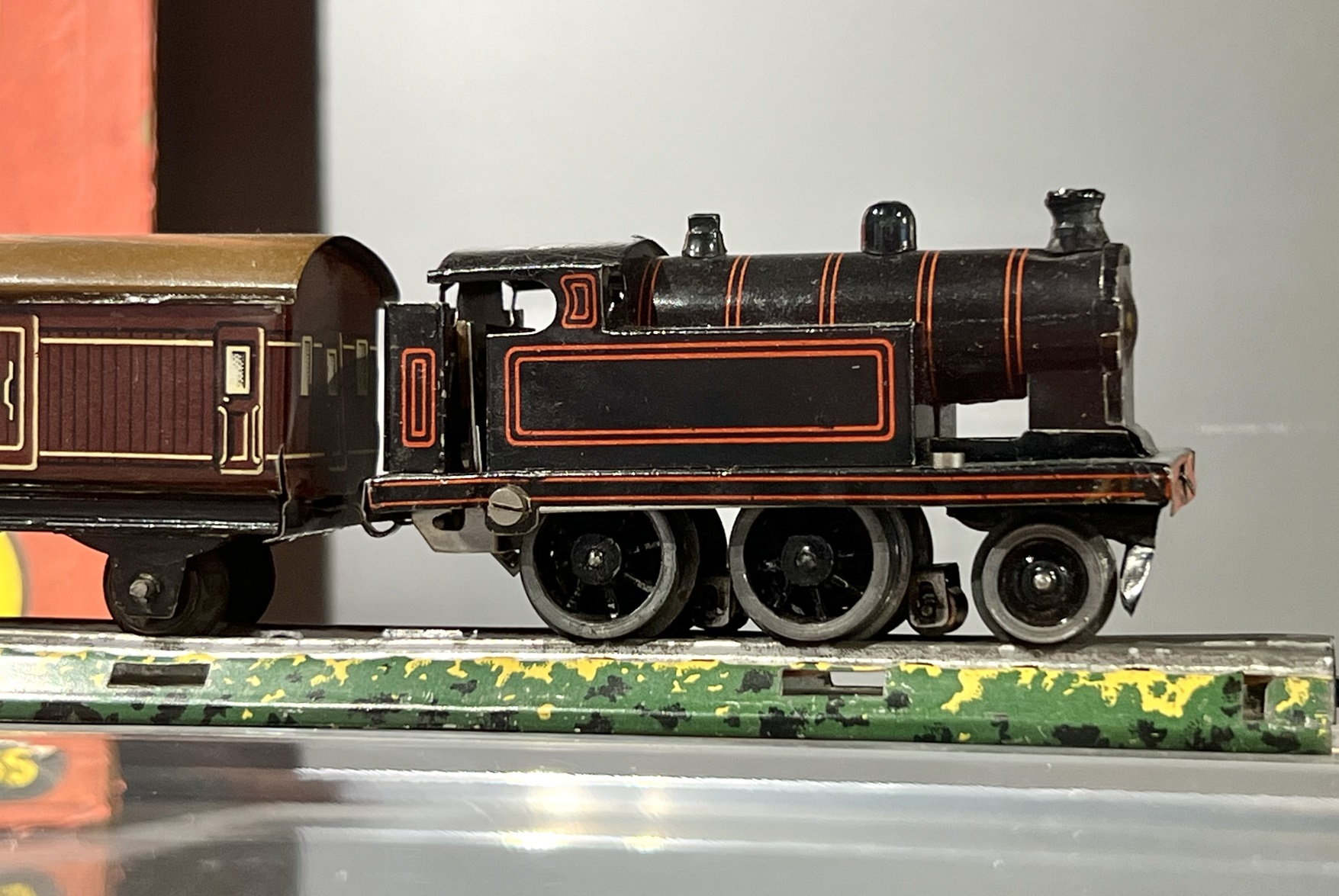
Locomotive à vapeur à la moitié de l’échelle 0.

Encore en 1922, Bing en Allemagne a introduit par ordre de la société Bassett-Lowke au Royaume-Uni, un train miniature dans la moitié de l‘échelle 0, avec un écartement de 16,0 mm. Bassett-Lowke a présenté au public au Royaume-Uni ce train miniature lors de la vente de Noël 1922. Initialement, Bing fabriquait des locomotives à mouvement d'horlogerie. À partir de 1924, Bing fabriquait aussi des locomotives électriques pour un système à trois rails, mais avec un écartement de 16,5 mm. Celui-ci a ensuite évolué vers échelle 00, qui deviendra plus tard la norme au Royaume-Uni, puis vers l'échelle H0, laquelle deviendra plus tard la norme en Amérique du Nord et en Europe continentale.
Le 3 mars 1935 à la foire de Leipzig (Allemagne), apparition du « Trix Express » au 1:90 sur une voie d'un écartement de 16,5 mm, qui sera ensuite rebaptisé « Trix Twin Railway ». La voie sur support bakélite est équipée de 3 rails qui permettent la circulation simultanée de 2 trains[réf. souhaitée].
En 1936, Märklin  présente toute une gamme d’ensembles complets, ainsi qu’un réseau totalement fonctionnel (circulation des trains, éclairage, caténaire fonctionnelle). Ce réseau existe et fonctionne toujours.
Hornby Dublo est lancé en 1938 pour « Double 0 » (Angleterre)[réf. souhaitée].
L'après-guerre voit le développement du H0, du fait du développement de la plasturgie. Le réseau en H0, tiré d'un coffret de départ fixé sur une planche devient la nouvelle norme. Certains modèles réels de grande taille sont modélisés avec une longueur réduite (1:100 ou 1:200 au lieu du 1:87) pour permettre leur utilisation sur des courbes très serrées.
De nos jours, il s'agit de l'échelle de réduction la plus utilisée dans le monde avec 67,7 % du marché aux États-Unis en 1992 ; 65,4 % en 2009.

## Écartements normalisés

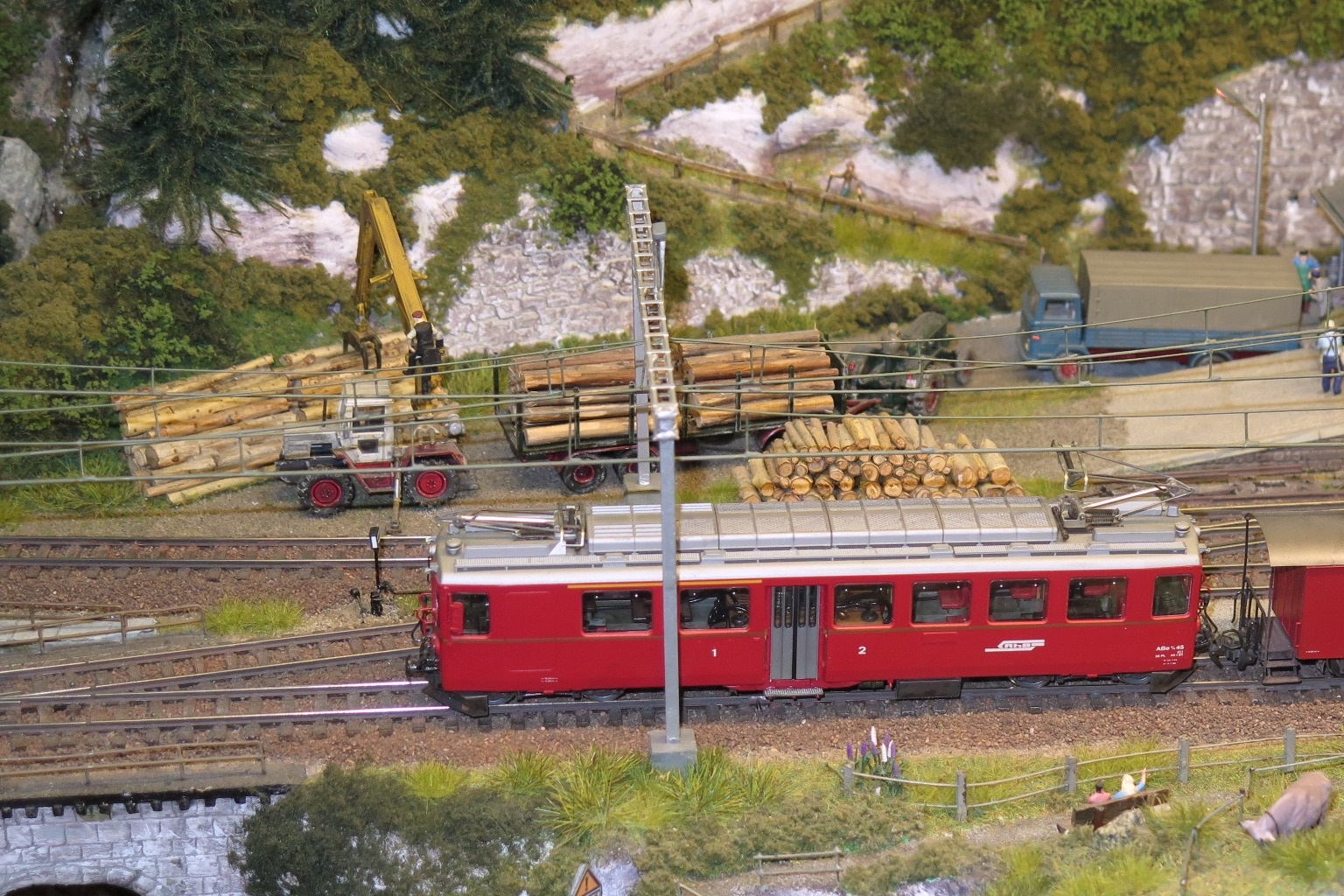
Réseau suisse en H0m

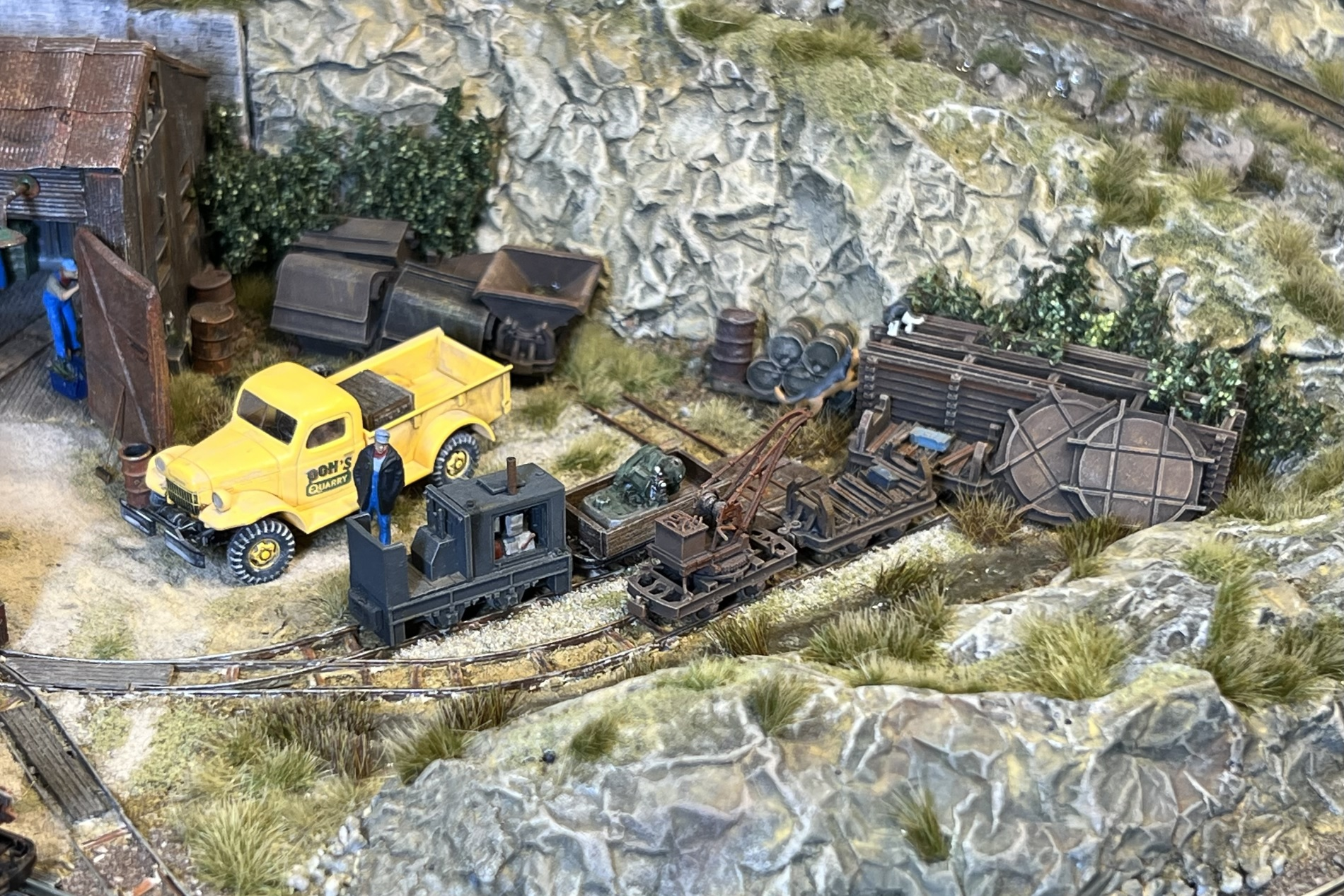
Don's Quarry Sand Mining en H0f

Le H0 présente plusieurs reproductions d'écartements de rails, induisant un grand nombre de désignations. Ceux-ci sont normalisés par deux instances : le MOROP (Europe), ou la NMRA (États-Unis).
| Échelle        | Voie                                   | Norme         | Écartement en modélisme | Écartement réel                                      | Variantes              |
| -------------- | -------------------------------------- | ------------- | ----------------------- | ---------------------------------------------------- | ---------------------- |
| H0             | Écartement standard                    | MOROP et NMRA | 16,5 mm                 | 1 435 mm                                             | de 1 250 mm à 1 700 mm |
| H0m            | Voie métrique                          | MOROP         | 12 mm                   | 900 mm, 950 mm, 1 000 mm et 1 067 mm                 | de 850 mm à 1 250 mm   |
| H0e            | Voie étroite                           | MOROP         | 9 mm                    | 750 mm, 760 mm et 800 mm                             | de 650 mm à 850 mm     |
| H0f            | Voie Decauville                        | MOROP         | 6,5 mm                  | 500 mm et 600 mm                                     | de 400 mm à 650 mm     |
| H0p            | faible écartement                      | MOROP         | 4,5 mm                  | 381 mm                                               | de 300 mm à 400 mm     |
| H0n3½          | Trois pieds six pouces                 | NMRA          | 12 mm                   | Trois pieds six pouces (1 067 mm), écartement du Cap | –                      |
| H0n3           | Trois pieds                            | NMRA          | 10,5 mm                 | Trois pieds (914 mm)                                 | –                      |
| H0n30 ou H0n2½ | Trente pouces ou deux pieds six pouces | NMRA          | 9 mm                    | Trente pouces ou deux pieds six pouces (762 mm)      | –                      |
| H0n2           | Deux pieds                             | NMRA          | 7 mm                    | Deux pieds (610 mm)                                  | –                      |

L'indicatif n (pour narrow, « étroit » en anglais) indique une voie étroite dans les normes de la NMRA.
Le suffixe « z » indique en Europe une voie à crémaillère : « H0mz » signifie un train à voie métrique à crémaillère.

## Variantes et échelles proches

### Le 00
La variante 00 (Double-zéro) souvent associée au H0, est une particularité anglaise, normalisée par la NMRA. Il s'agit de la reproduction de la voie d'écartement standard à l'échelle 1:76,2, roulant sur de la voie de 16,5 mm d'écartement pour plus de facilité, le gabarit des modèles britanniques en 00 étant très proche de ceux en H0. L'écartement modèle, reproduisant fidèlement la voie d'écartement standard serait de 19,1 mm d'écartement. Le terme « 4mm scale »
Les variantes à voie étroite sont désignées par rapport à l'écartement miniature choisi. Le 009 reproduit les trains à voie étroite réels roulant sur un écartement de voie reproduit par de la voie de 9 mm d'écartement.

### Le H0 japonais
Le H0 japonais est réduit au 1:80 pour reproduire la voie de 1 067 mm d'écartement, la plus courante sur l'île, sur une voie modèle de 16,5 mm. Les Shinkansen (écartement standard de 1 435 mm) sont aussi représentés pour rouler sur de la voie de 16,5 mm.
Certains modélistes ne se contentent pas de cette approximation et utilisent de la voie de 12 mm et du matériel au 1/87 souvent en laiton et provenant de divers artisans.

### En Amérique du nord
Le ratio d'échelle pour le H0 en Amérique du nord est 1:87,1. En effet, un pied réel correspond à 3,5 millimètres pour le modèle réduit, donnant un ratio de 1:87,08571, arrondi à 1:87,1.

### Normes fines
Certains modélistes préfèrent avoir recours à des mesures encore plus proches des prototypes réels que ce que préconisent les instances de normalisation. Les pratiquants de ces normes fines (fine scale en anglais) sont regroupés sous le terme de Proto87 (de l'anglais prototypical, désignant le prototype modèle reproduit, suivi de la valeur chiffrée de l'échelle choisie).